# Folketingets åbning
Folketingets åbning skal ifølge Grundloven finde sted første tirsdag i oktober. Åbningen markerer samtidig begyndelsen på et nyt folketingsår.
Åbningen indledes med en gudstjeneste for folketingsmedlemmerne i Christiansborg Slotskirke. Fra 2018 har der også været afholdt en sekulær ceremoni  som fejring af demokratiets festdag, arrangeret af Humanistisk Samfund. Kl. 11.45 ankommer Dronning Margrethe og de øvrige medlemmer af Kongehuset til Christiansborg, hvor de modtages af Folketingets formand i Rigsdagsgården. Kongefamilien overværer Folketingets møde fra tingets kongeloge. Desuden overværes mødet af repræsentanter for Højesteret, formanden for Grønlands Landsting, Grønlands landsstyreformand, formanden for Færøernes Lagting, Færøernes lagmand og overborgmesteren i Københavns Kommune.
Årets første møde i Folketingssalen begynder kl. 12. Mødet ledes af aldersformanden; det medlem, der har været medlem af Folketinget længst tid. Igennem mange år var det Svend Auken (S), der har været medlem siden 1971, men efter dennes død i 2009 var det Niels Helveg Petersen (R), der har været medlem siden 1977 der bestred posten. Efter valget i 2011 hvor Niels Helveg Petersen ikke genopstillede er posten som aldersformand overtaget af Bertel Haarder.
Første punkt på dagsordenen ved det første møde er valg af formand. I reglen er der tale om fredsvalg. Derefter kommer valget af fire næstformænd, der repræsenterer de største politiske partier i tinget. Formanden og de fire næstformænd udgør til sammen tingets ledelse, Folketingets Præsidium. Endelig vælges fire tingssekretærer, der skal bistå præsidiet i det daglige arbejde med at lede møderne i Folketinget.
Det andet punkt på åbningsdagsordenen har hjemmel i Grundlovens §38, stk. 1, der fastslår, at statsministeren skal afgive en redegørelse for rigets almindelige stilling og de af regeringen påtænkte foranstaltninger – populært kaldes denne mundtlige redegørelse for statsministerens åbningstale. Udover en redegørelse for den aktuelle politiske situation indeholder talen også en gennemgang af nogle af de lovforslag, som regeringen påtænker at fremsætte i den kommende folketingssamling.
Debatten om statsministerens tale, den såkaldte åbningsdebat, finder ikke sted på selve åbningsdagen, men ved tingets førstkommende møde derefter. Det er som regel torsdagen efter åbningen.